# Ars, Charente

Ars este o comună în departamentul Charente, Franța. În 1 ianuarie 2022 avea o populație de 689 de locuitori.